# Domaine de Nagao
Le domaine de Nagao (長尾藩, Nagao-han) est un domaine féodal japonais du début de l'ère Meiji situé dans la province d'Awa (Chiba). Son centre se trouve dans ce qui est de nos jours la zone Shirahama de la ville de Minamibōsō, préfecture de Chiba.

## Histoire
En 1867, durant la restauration de Meiji, Tokugawa Yoshinobu, le dernier shogun, remet ses fonctions à l'empereur Meiji et le commandement du clan Tokugawa à Tokugawa Iesato. En 1868, le statut d'Iesato est ramené à celui d'un daimyō ordinaire et il est affecté au domaine de Shizuoka nouvellement créé, lequel comprend l'ensemble de l'ancien domaine de Sunpu, le domaine de Tanaka voisin et le domaine d'Ojima, ainsi que des terres supplémentaires dans les provinces de  Tōtōmi et Mutsu pour un revenu total de 700 000 koku. Le nouveau domaine couvre les deux tiers ouest de la préfecture de Shizuoka plus la péninsule de Chita dans la préfecture de Aichi.
En parallèle, les daimyos en place dans les provinces de Suruga et Tōtōmi sont mutés, dont Honda Masamori, le 6e et dernier daimyō du domaine de Tanaka. Comme Masamori a prouvé sa loyauté au nouveau gouvernement de Meiji en ajoutant ses forces à l'alliance Satchō durant la guerre de Boshin malgré son statut de fudai daimyo, il est autorisé à conserver ses revenus de 40 000 koku mais est transféré au domaine de Nagao nouvellement créé dans la province d'Awa.
Mais, en 1869, le titre de daimyō est abrogé et, après l'abolition du système han, Honda Masamori se retire de la vie publique en décembre 1870, transmettant à son fils sa nouvelle situation de gouverneur de domaine. En mars 1871, le domaine de Nagao lui-même est aboli, devenant la préfecture de Nagao, qui fusionne avec la préfecture de Kisarazu voisine, en novembre de cette même année, pour être enfin intégrée dans la moderne préfecture de Chiba.

## Liste des daimyos
- Clan Honda (fudai) 1730-1868

| # | Nom                       | Dates     | Titre       | Rang                    | Revenus     |
| - | ------------------------- | --------- | ----------- | ----------------------- | ----------- |
| 1 | Honda Masamori (本多正訥) | 1868-1870 | Kii-no-kami | 5e (従五位下) inférieur | 40 000 koku |
| 2 | Honda Masanori (本多正憲) | 1870-1871 | Vicomte     | 5e (従五位下) inférieur | 40 000 koku |